# 700 Jahre Eidgenossenschaft

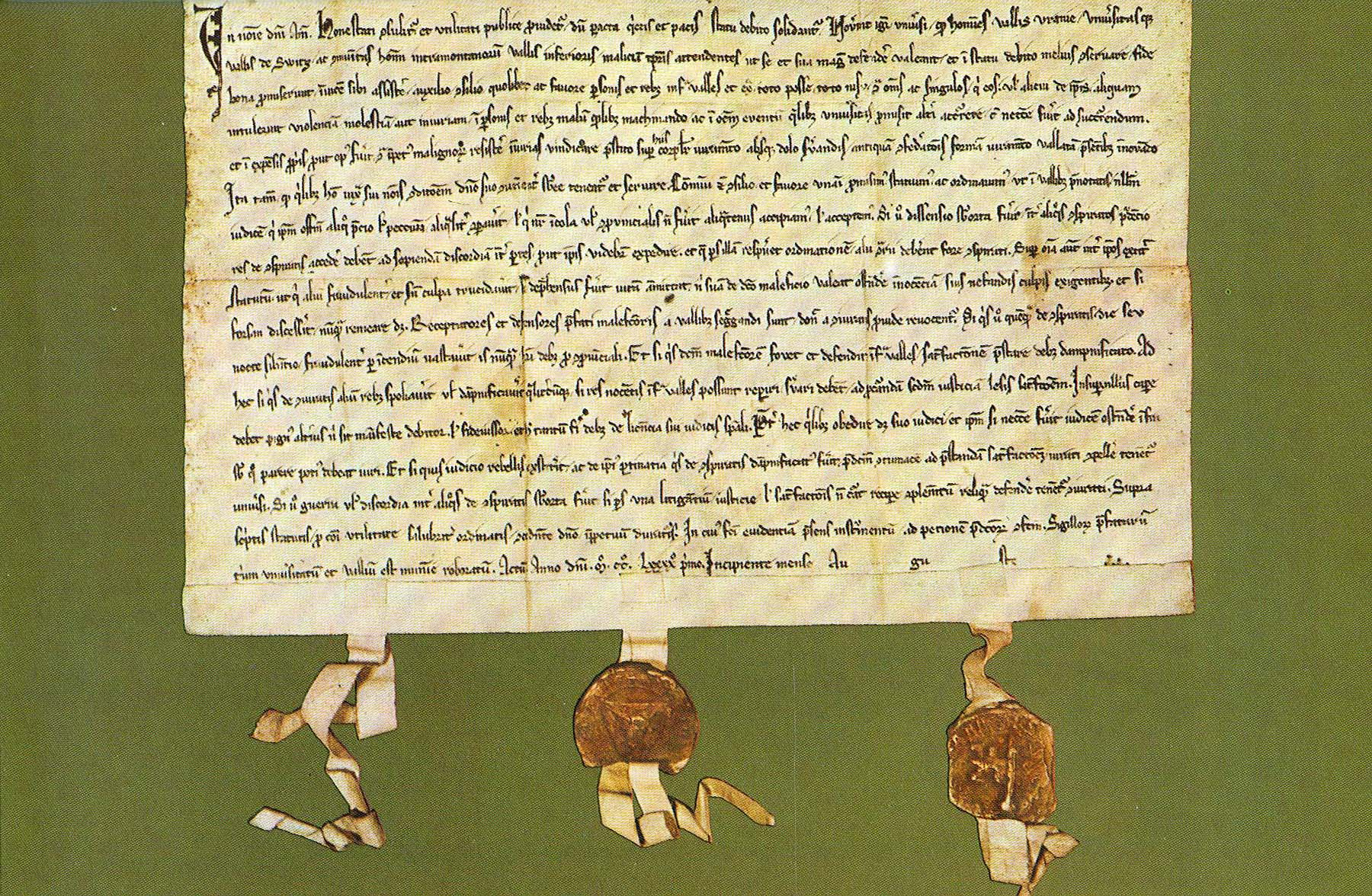
Bundesbrief 1291

Die Jubiläumsfeier 700 Jahre Eidgenossenschaft fand im Jahr 1991 statt anlässlich des 700. Jahrestages des Bundesbriefs von 1291 der Talschaften Uri, Schwyz und Nidwalden, der als Gründungsurkunde der Alten Eidgenossenschaft bezeichnet wird.
Das ursprüngliche Konzept für eine Landesausstellung CH91 rund um den Vierwaldstättersee scheiterte 1987 in einer Volksabstimmung. Als Alternative beschloss der Bund 1989, ein Konzept mit dezentralen Feiern in allen Landesteilen zu realisieren. Teil dieser Feierlichkeiten war auch das Mythenspiel auf einer Freilichtbühne in Schwyz. Zudem wurde in Zürich die nationale Forschungsausstellung «Heureka» realisiert.

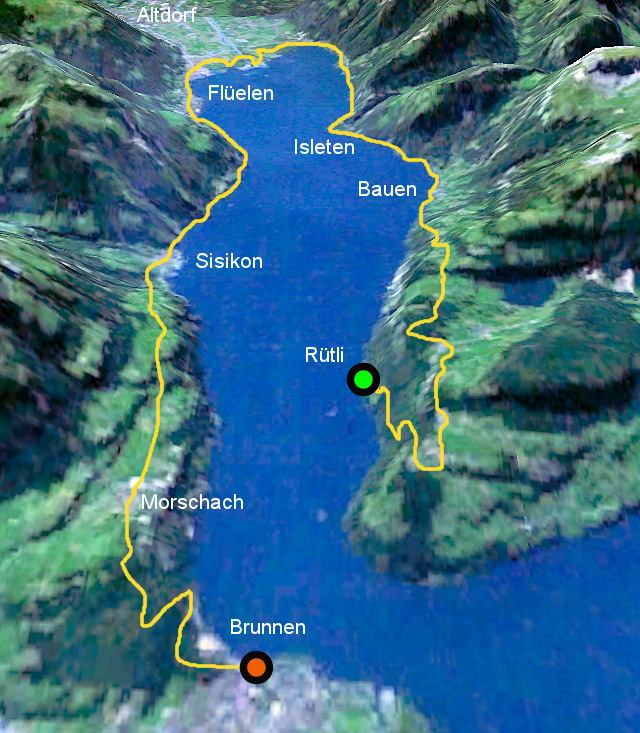
Weg der Schweiz

Für die Feier wurde der «Weg der Schweiz» angelegt, ein 35 Kilometer langer Wanderweg, der von sämtlichen Schweizer Kantonen gestaltet wurde. Die Feierlichkeiten brachten einen positiven Saldo von etwa 2,3 Millionen Schweizer Franken ein.
Im Rahmen der Feier wurde vom Bund ein Förderungsfonds eingerichtet, um Nicht-OECD-Ländern den Zugang zu Schweizer Fähigkeiten und Wissen zu erleichtern.
Zu den Festanlässen gehörte auch die erste Eidgenössische Jugendsession.